# 中枢街道 (仁怀市)
中枢街道，是中华人民共和国贵州省遵义市仁怀市下辖的一个乡镇级行政单位。

## 行政区划
中枢街道下辖以下地区：
城北社区、葡萄井社区、鹿鸣社区、林园社区、青杠园社区、东门社区和火炉坎村。